# 丈
丈（じょう）は、中国や日本の伝統的な長さの単位である。1丈は10尺と定義されている。
日本では明治時代の尺貫法で1尺＝10/33 m （= 約0.303030 m = 303.030 mm）と定義されたので、1丈は約3.0303 m = 3030.3 mmである。尺貫法は現在は廃止されており、取引・証明に使用することはできない。
中国の市制では1尺（市尺）＝1/3 mなので、1丈（市丈）は約3.333 mである。

## 中国
丈は古代中国に由来する。「丈」は元々は成人男性の身長を基準とした身体尺であったと考えられる（「丈夫」は元々は身長1丈の男の意で、そこから一人前の男の意となった）。当時の尺は約18 cmであり、丈は尺と関連づけられてその10倍の長さとされた。
隋・唐以降、尺の長さが当初の倍近くになったため、丈は人の身長よりはるかに大きくなった。
近代の中国では、実用されていない単位であるが、メートル法での10mに当たるデカメートル（dam）に「丈」の字を当て「公丈」と称していたことがあった。

## 日本
日本では丈は大宝令以前から用いられてきた。
長さの単位として別に間（けん。1間＝6尺 = 約1.8182 m）があるが、間が土地の測量や距離の計測に用いられたのに対し、丈は物の長さを計るのに用いられた。

## 用法
- 1丈四方の面積のことを方丈（ほうじょう）と言い、その広さの部屋や建物の事も方丈と言った。（維摩の丈室）
- 丈六（一丈六尺）の仏は、仏像の標準的な大きさとされる。
- 白髪三千丈 - 李白の詩句。

## 丈（たけ）
丈（たけ）は、人や物の高さのこと。例：身の丈

### 衣服の丈
また服飾の分野においては、衣服の各部位の長さや長さによる種別のことを指す。
上衣の場合、襟元から袖口までの長さを「着丈」（きたけ）・「身丈」（みたけ）、肩口から袖口までの長さを「袖丈」（そでたけ）、襟元の中央から袖口までの長さを「裄丈」（ゆきたけ）と呼ぶ。
袖の長さに関しては、漢数字と組み合わせて「分丈袖」（ぶたけそで）と呼ばれるが、通常は「丈」の部分は省略して「分袖」（ぶそで）と呼ばれる事が多い。例を挙げると、通常より短い長袖を九分袖（くぶそで）・八分袖（はちぶそで）などと呼び、半袖の長さを二分袖（にぶそで）・三分袖（さんぶそで）などと呼ぶ。
なお、横方向の長さに対しては、両肩の間を「肩幅」、身頃の幅を「身幅」と呼び、丈（たけ）は用いられない。
下衣の場合には、穿き口から裾口までの長さを「着丈」と呼ぶ。
股上や股下についても、股上丈・股下丈と呼ぶ場合がある。
裾の長さに関しては、漢数字と組み合わせて「分丈」（ぶたけ）と呼ばれるほか、裾の位置に相当する脚の部位で呼ばれる場合もある。
股下から数センチのものを一分丈（いちぶたけ）ないし二分丈（にぶたけ）、もも丈を三分丈（さんぶたけ）、ひざ上丈を四分丈（よんぶたけ）、ひざ丈を五分丈（ごぶたけ）、ひざ下丈を六分丈（ろくぶたけ）、すね丈を七分丈（しちぶたけ）ないし八分丈（はちぶたけ）、くるぶし丈を九分丈（くぶたけ）と呼び、くるぶしの下まで届く脚を全部覆うものについては十分丈（じゅうぶたけ）と呼ぶ。
また、特定の長さの裾をもつ衣類に由来する「クロップト丈」（クロップトパンツ：7–8分丈程度のパンツ）・「マキシ丈」（マキシスカート：10分丈前後のロングスカート）などの用法もある。